# Zhuanxu
Zhuanxu (chinesisch 顓頊 / 颛顼, Pinyin Zhuānxū), oder auch bekannt als Gāoyáng (chinesisch 高陽 / 高阳) ist ein legendärer Monarch des antiken China.
In der traditionellen Erzählung, die von Sima Qian aufgezeichnet wurde, war Zhuanxu ein Enkel des Gelben Kaisers, der den Shi-Clan in eine ostwärts gerichtete Migration ins heutige Shandong führte, wo Mischehen mit dem Dongyi-Clan ihren Stammeseinfluss vergrößerten und verstärkten. Im Alter von zwanzig Jahren wurde er ihr Herrscher und regierte achtundsiebzig Jahre lang bis zu seinem Tod.

## Familie

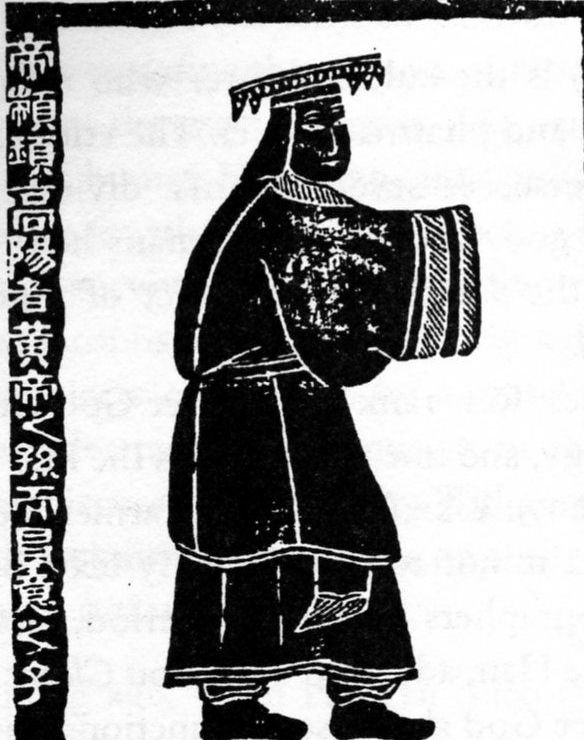
Zhuanxu, einer der mythischen Fünf Herrscher. Die Inschrift lautet: 'Der Gott Zhuanxu, Gao Yang, war der Enkel des Gelben Kaisers und der Sohn von Chang Yi'

Zhuanxu war der Enkel des Gelben Kaisers und seiner Frau Leizu. Sei Vater war Changyi. Seine Mutter hieß nach Sima Qian Changtsu, nach den Bambus-Annalen Niuqu.
Zhuanxu wurde in der Folge von vielen Dynastien der chinesischen Geschichte als Vorfahre beansprucht, darunter die Mi von Chu und Yue, die Yíng von Qin und die Cao von Wei.

## Herrschaft
Zhuanxu wurde von vielen Quellen für einen der Fünf Kaiser gehalten.
Laut Sima Qians Aufzeichnungen des großen Historikers regierte nach dem Tod des Gelben Kaisers Zhuanxus Onkel Shaohao nicht wirklich als König, wie in anderen Berichten. Vielmehr wurde Gaoyang zum neuen Anführer des Stammes gewählt, mit dem Königsnamen Zhuanxu – anstelle seines Vaters und aller seiner Onkel. Zhuanxu besiegte Gonggong, einen Nachkommen des Kaisers Yan.
Der Bericht in den Bambus-Annalen besagt jedoch, dass Zhuanxu im Alter von zehn Jahren Assistent seines Onkels, Kaiser Shaohao, und mit 20 Jahren selbst König wurde.
Er leistete Beiträge zu einem einheitlichen Kalender, zur Astrologie, zu Religionsreformen gegen den Schamanismus, hielt das patriarchalische (im Gegensatz zum früheren matriarchalischen) System aufrecht und verbot Ehen zwischen nahen Verwandten. Die Bambus-Annalen schreiben ihm auch die Komposition eines der frühesten Musikstücke zu, bekannt als „Die Antwort auf die Wolken“.
Zhuanxu wurde von seinem Cousin, dem Enkel von Shaohao, Ku, abgelöst. Laut Shiji hatte Zhuanxu selbst, oder Zhuanxus Linie, einen unfähigen Sohn (不才子), der als Taowu (梼杌; wörtlich: „Klotzkopf“) verspottet wurde. Zwei weitere Nachkommen von Zhuanxu wurden ebenfalls genannt: zum einen Zhuanxus Sohn Qiongchan, von dem Kaiser Shun abstammte; zum anderen Gun, der Vater von Yu dem Großen. Kaiser Yao hatte auch Gun kritisiert, weil er inkompetent und verdorben war. Qiongchan war ein unbedeutender Bürgerlicher, obwohl nicht erwähnt wird, wie er in Ungnade fiel. Acht weitere Nachkommen von Zhuanxu, die nicht genannt werden, aber einen guten Ruf haben, arbeiteten später für Shun.

## Kalender
Die Bambus-Annalen berichten, dass Zhuanxu in seinem 13. Regierungsjahr „kalendarische Berechnungen und Darstellungen der Himmelskörper (歷象) erfand“.
Da Zhuanxu als Gründer der Qin-Dynastie beansprucht wurde, wurde sein Name für die Einweihung des neuen Kalendersystems von Shi Huangdi übernommen.

## Mythologie
Zhuanxu wird auch als Gott des Polarsterns erwähnt.

## Mögliche Verbindung zur Longshan-Kultur
Zhuanxu wird gemeinhin mit dem äußerst wichtigen Mythos der Trennung des Himmels von der Erde in Verbindung gebracht. Laut dem Lu Xing Kapitel des Shang Shu:
"Es wird erzählt, dass die Miao ... unterdrückerische Strafen schufen, die das Volk in Unordnung brachten. Shang Di, der Herr in der Höhe ... untersuchte das Volk und fand, dass es ihm an Tugend mangelte. Aus Mitleid mit denen, die unschuldig waren, ließ der Herr im August ... die Miao ausrotten. Dann beauftragte er Chong und Li, die Verbindung zwischen Himmel und Erde zu kappen, damit es kein Herabsteigen und Aufsteigen mehr geben würde." Nachdem dies geschehen war, wurde die Ordnung wiederhergestellt und das Volk kehrte zur Tugend zurück."
Mehrere chinesische Mythologen interpretierten diesen Mythos als eine Darstellung oder Symbolisierung der zunehmenden sozialen Schichtung, die sich vollzog. Vor der „Trennung von Erde und Himmel“, in der Yangshao-Kultur, stand es jedem Haushalt offen, der einen Schamanen hatte oder anheuern konnte. In der Longshan-Kultur konnten Schamanen jedoch nur von wenigen Menschen angeheuert werden, was auf ein Monopol der Fähigkeit, zum Himmel auf- und abzusteigen, hindeutet. In diesem Sinne markiert dieser Mythos den Beginn der sozialen Schichtung bei Chinas Aufstieg zur Zivilisation.

## Folge
Laut Samguk Sagi betrachteten sich die Könige von Goguryeo als Nachkommen chinesischer Helden, denn sie hatten im Nachnamen „Go“ (Hanja: 高). Sie waren Nachkommen von Gao Yang (Hanja: 高陽), der ein Enkel des Gelben Kaisers war, und Gaoxin (Hanja: 高辛), der ein Urenkel des Gelben Kaisers war.